# H. H. Bennett
Henry Hamilton Bennett (15 de janeiro de 1843 - 1 de janeiro de 1908) foi um fotógrafo famoso por suas fotos dos Dells do Rio Wisconsin e da região circundante, tiradas entre 1865 e 1908. A popularidade de suas fotos ajudou a transformar a cidade de Wisconsin Dells, Wisconsin, em um importante destino turístico.

## Vida
H. H. Bennett nasceu em Farnham, Baixo Canadá, mas foi criado em Brattleboro, Vermont. Em 1857, aos 14 anos, Bennett mudou-se com seu pai e tio para Wisconsin. O grupo se estabeleceu em Kilbourn City, hoje conhecida como Wisconsin Dells, e Henry trabalhou como carpinteiro na cidade. Depois da eclosão da Guerra Civil Americana, Bennett se juntou ao exército e lutou na Batalha de Vicksburg antes de ser gravemente ferido pelo disparo acidental de sua própria arma. Depois da guerra, o ferimento impediu Bennett de retornar à carpintaria, então em 1865 ele adquiriu o estúdio fotográfico Kilbourn City operado por Leroy Gates.